# Jordy Reneerkens
Jordy Reneerkens (Heerlen, 7 oktober 1983) is een Nederlands voetbaltrainer en voormalig betaald voetballer.

## Spelerscarrière
Reneerkens is opgegroeid in Valkenburg en werd als jeugdspeler bij de plaatselijke VV Walram weggeplukt door PSV waar hij gold als een groot talent en geselecteerd werd voor diverse vertegenwoordigende jeugdelftallen. Na twee jaar in het tweede elftal van Roda JC te hebben gespeeld, stapt hij in 2004 op amateurbasis over naar Fortuna Sittard. Daar maakte de rechtsbuiten op 15 oktober 2004 zijn profdebuut tijdens een thuiswedstrijd tegen FC Emmen (1-2), als invaller in de 89e minuut voor Dirk Jan Derksen. Mede vanwege terugkerend blessureleed slaagde Reneerkens er niet in om een contract af te dwingen. Na omzwervingen via Patro Eisden, GSV '28, EHC, Sportclub '25, Walram en VV Caesar keerde hij in 2013 terug op het oude nest bij Walram.

### Profstatistieken
| Seizoen | Club                      | Land      | Competitie      | Wed. | Goals |
| ------- | ------------------------- | --------- | --------------- | ---- | ----- |
| 2004/05 | Fortuna Sittard           | Nederland | Eerste divisie  | 10   | 0     |
| 2005/06 | Patro Eisden Maasmechelen | België    | Vierde klasse C | 6    | 0     |
| Totaal  | Totaal                    | Totaal    | Totaal          | 16   | 0     |

## Trainerscarrière
Na afloop van zijn spelersloopbaan ging Reneerkens aan de slag als jeugdtrainer in het betaald voetbal en vervolgens ook als hoofdcoach in het amateurvoetbal. In 2017 werd hij kampioen met VV Walram, rondde hij de cursus UEFA A Youth af en werd landskampioen met PSV O17. In juli 2018 werd hij aangesteld bij VVV-Venlo. Tot december 2018 was hij werkzaam als trainer van VVV-Venlo onder 17 jaar. Vanaf januari 2019 werd hij aangesteld als coach van VVV-Venlo O19. Deze functie combineerde hij vanaf 1 juli 2018 tot aan het einde van het seizoen met het trainerschap bij Geusselt Sport. Vanaf het seizoen 2019/20 had Reneerkens zowel Jong VVV-Venlo als de O19 onder zijn hoede. Met de vernieuwde competitie in het seizoen 2020/21 werd Reneerkens verantwoordelijk voor de O21 van VVV-Venlo. In januari 2021 verlengde hij tevens zijn contract bij Walram. Aan het eind van dat seizoen vertrok hij bij VVV. In juni 2021 tekende Reneerkens een 2-jarig contract bij Roda JC als Trainer Coach O21, maar verliet die club alweer na een half jaar.